# توماس هودجز
توماس هودجز (بالإنجليزية: Thomas Hodges)‏ (4 يوليو 1994 بملبورن في أستراليا - ) هو لاعب كرة طائرة أسترالي. لعب مع Hypo Tirol Alpenvolleys Haching ‏.

## وصلات خارجية
- توماس هودجز على موقع الاتحاد الدولي beach volleyball database (الإنجليزية)
- توماس هودجز على موقع الاتحاد الأوروبي (الإنجليزية)
- توماس هودجز على موقع قاعدة بيانات الكرة الطائرة الشاطئية (الإنجليزية)
- توماس هودجز على موقع الدوري الألماني للكرة الطائرة (الألمانية)
- توماس هودجز على موقع دوري الدرجة الأولى الإيطالي للكرة الطائرة - رجال (الإيطالية)
- توماس هودجز على موقع اللجنة الأولمبية الدولية (الإنجليزية)